# Sistema de escritura construido
Una escritura artificial, escritura construida o neografía es un nuevo sistema de escritura creado específicamente por un individuo o por un grupo, no siendo fruto de una evolución conjunta con una lengua, como ocurrió con las escrituras naturales. Algunas son desarrolladas para uso con uso lenguas construidas y también hay las que tienen uso en experiencias lingüísticas u otros objetivos más prácticos en las lenguas ya existentes.
Entre las más importantes escrituras artificiales están el Alfabeto fonético internacional (IPA) y la escritura Hangul de los Coreanos. Otras, como los alfabetos shaviano, "26" y Deseret, fueron creados para reformas ortográficas de la lengua inglesa. También hubo escrituras como la Visible Speech desarrollada por Alexander Melville Bell, la Unifon de John Malone fueron desarrolladas con objetivos pedagógicos. La escritura "Blissymbols" desarrollada como escritura para una Lengua auxiliar y las diversas Taquigrafías pueden también ser consideradas como escritas construidas. Sin embargo, Braille, código Morse y LIBRAS son códigos, no escritos artificiales.

## Escrituras construidas y naturales
Todas escritas, sean "tradicionales" ("naturales") o las denominadas "construidas", sean la china o el árabe, son siempre creaciones humanas. Pero las dichas tradicionales evolucionaron de otras escrituras más antiguas y junto con la lingual hablada, no fueron creadas por una persona en un momento específico. En la mayoría de los casos, los alfabetos fueron adoptados, es decir, una lengua pasa a ser escrita con un alfabeto ya usado por otra lingual, alfabeto que va a sufrir adaptaciones durante siglos en función del ambiente de actuación (por ejemplo, las letras wej fueron agregadas al alfabeto latino a lo largo del tiempo).
La construcción de una escritura implica el hecho de que el autor ya conoce un sistema de escritura existente. De lo contrario, la "invención" implicaría no solo crear una escritura, sino también crear un concepto para la historia de una escritura. Así, una escritura construida es siempre hecha con base en por lo menos un sistema más antiguo de escritura, haciendo que sea difícil distinguir si es una simple adopción de una escritura existente o la creación de una nueva. Como ejemplo, tenemos el Alfabeto cirílico y el Alfabeto gótico, que son muy similares al Alfabeto griego y que fueron creados por autores individuales.
En casos muy raros, una escritura no evolucionó de una escritura existente, sino de una "proto-escritura" (casos conocidos son Escritura cuneiforme, jeroglíficos mayas, egipcios y escritura china). Estos procesos se caracterizaron por la variación gradual de un sistema de símbolos, no en un proyecto de creación primaria.

## Sistemas construidos

### Lenguas sin escritura previa
Algunas, como las escrituras Hangul, Cherokee, N'Ko, Fraser y Pollard fueron creadas para permitir que algunas lenguas habladas naturales que no tenían escrituras adecuadas. Los alfabetos Armenio, Georgiano, y Glagolitico pueden ser encuadrados en esa categoría, aunque no se conozcan sus exactos orígenes. Las escrituras Elder Futhark y Ogham también son asumidas como alfabetos creados por alguna persona, cada uno de ellos.
La Prof. De la Andhra University, Visakhapatnam, Andhra Pradesh, India, ha desarrollado ocho escrituras nuevas para 8 lenguas tribales ya existentes, Gadaba, Jatapu, Kolam, Konda-dora, Porja, Koya, Kupia, Bagatha, habiendo vivido Junto a esas tribus durante un período de 19 años.
Diferentes variantes de algunos alfabetos importantes con modificaciones para aplicación en lenguas sin escritura propia fueron desarrolladas por lingüistas y misioneros diversos. Fue el caso del Alfabeto latino usado en lenguas nativas de las Américas, África y Asia, el Alfabeto cirílico en lenguas de Siberia y Asia Central, el Alfabeto árabe en lenguas africanas.

### Lenguas ficticias
Las escrituras más escritas construidas para las lenguas ficticias son las elaboradas por J. R. R. Tolkien, Tengwar y Cirth, pero hay otras como la escritura de la lengua klingon, Aurebesh de Star Wars y la lengua «D'ni» de la serie Myst de videojuegos.

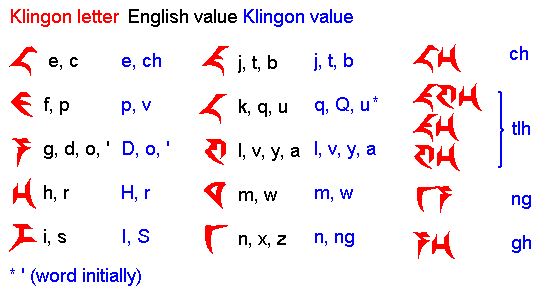
Escritura ficticia de klingon, de Star Trek.

### Aplicaciones técnicas
Algunos sistemas de escritura han sido desarrollados con objetivos técnicos por especialistas de varias especialidades. Uno de los principales ejemplos es el IPA (Alfabeto fonético internacional), usado por los lingüistas para describir los sonidos de los movimientos humanos en los mínimos detalles. Incluso usando el Alfabeto latino, el IPA contiene letras creadas, letras griegas y muchos diacríticos.

## Unicode
Algunas neografías fueron codificadas en Unicode, como, por ejemplo, los alfabetos Shaviano y Deseret. Una propuesta para el uso del sistema de escritura de la lengua klingon, pero eso fue descartado por el hecho de que los usuarios de Klingon ya usan solamente el alfabeto latino; En el caso de las lenguas Tengwar y Cirth, así como un proyecto no oficial de coordinar las codificaciones de muchas «lenguas artificiales» en Áreas de Uso Privado Unicode (U + | E000 - U + F8FF y U + 000F0000 - U + 0010FFFF), chanado «Conscript Unicode Registry».